# Roman Rotenberg
Roman Borisowicz Rotenberg, ros. Роман Борисович Ротенберг (ur. 7 kwietnia 1981 w Leningradzie) – rosyjski działacz i trener hokeja na lodzie.
Syn Borisa (przedsiębiorca), bratanek Arkadija, brat Borisa (piłkarza), kuzyn Pawła.

## Życiorys
Urodził się 7 kwietnia 1981. Od 1986 uprawiał judo, a od 1991 hokej na lodzie. Ukończył szkołę sportową w ramach programu przygotowania hokeistów w Finlandii (Pohjois-Haaga w latach 1991-2000). Absolwent European Business School London (EBSL) na Wydziale Biznesu Międzynarodowego, uzyskując tytuł licencjata (2005) i magistra (2007). W 2009 otrzymał stopień doktora nauk ekonomicznych na Petersburskim Uniwersytecie Państwowym. Uzyskał dyplom Wyższej Szkoły Trenerów.
Został wiceprezydentem SC Gazprombank oraz konsultantem Gazprom Export ds. komunikacji zewnętrznych.
Od 2008 do 2011 był zastępcą dyrektora generalnego marketingu KHL. W 2011 został wiceprezesem ds. operacji hokejowych klubu SKA Sankt Petersburg. Od 2014 członek centrali SKA. Od 2015 pierwszy wiceprzewodniczący Federacji Hokeja Rosji. W sezonie 2018/2019 został menedżerem generalnym seniorskiej reprezentacji Rosji oraz juniorskiej do lat 20. Mimo że nigdy nie był zawodowym hokeistą ani nie pracował jako szkoleniowiec, w 2019 uzyskał licencję trenerską na syberyjskiej uczelni. Na początku stycznia 2021 został ogłoszony nowym głównym trenerem SKA. Z końcem maja 2025 zwolniony ze stanowiska.

## Osiągnięcia i odznaczenia
- Nagroda Walentina Sycza (przyznawana prezesowi, który w sezonie KHL kierował najlepiej klubem) – edycje 2014/2015, 2016/2017
- Order Przyjaźni (2018)[7]